# Тур де Ски 2009/2010
Тур де Ски 2009/2010 — четвёртая в истории многодневная лыжная гонка под эгидой Международной федерации лыжного спорта. Стартовала 1 января 2010 года в немецком Оберхофе, а финишировала 10 января на склоне горы Альпе де Чермис в Италии. 
Свою вторую победу в Тур де Ски одержал чех Лукаш Бауэр, а у женщин сильнейшей стала Юстина Ковальчик из Польши, начавшая серию из четырёх подряд побед в многодневке.

## Этапы

### Мужчины
| Дата           | Место проведения         | Дисциплина           | Победитель        | Второе место      | Третье место    |
| -------------- | ------------------------ | -------------------- | ----------------- | ----------------- | --------------- |
| 1 января 2010  | Оберхоф                  | 2.5 км Пролог        | Петтер Нортуг     | Маркус Хеллнер    | Аксель Тайхманн |
| 2 января 2010  | Оберхоф                  | 15 км преследование  | Петтер Нортуг     | Максим Вылегжанин | Матти Хейккинен |
| 3 января 2010  | Оберхоф                  | Спринт               | Эльдар Рённинг    | Петтер Нортуг     | Аксель Тайхманн |
| 4 января 2010  | Прага                    | Спринт               | Эмиль Йёнссон     | Маркус Хеллнер    | Симен Эстенсен  |
| 6 января 2010  | Кортина-д’Ампеццо-Тоблах | Преследование, 35 км | Петтер Нортуг     | Дарио Колонья     | Маркус Хеллнер  |
| 7 января 2010  | Тоблах                   | 10 км                | Даниэль Ричардсон | Лукаш Бауэр       | Петтер Нортуг   |
| 9 января 2010  | Валь-ди-Фьемме           | Масс-старт 20 км     | Лукаш Бауэр       | Петтер Нортуг     | Аксель Тайхманн |
| 10 января 2010 | Валь-ди-Фьемме           | Финальная гора 10 км | Лукаш Бауэр       | Маркус Хеллнер    | Жан-Марк Гайяр  |

### Женщины
| Дата           | Место проведения         | Дисциплина           | Победитель             | Второе место        | Третье место               |
| -------------- | ------------------------ | -------------------- | ---------------------- | ------------------- | -------------------------- |
| 1 Января 2010  | Оберхоф                  | 2,5 км Пролог        | Петра Майдич           | Наталья Коростелёва | Юстина Ковальчик           |
| 2 Января 2010  | Оберхоф                  | 10 км преследование  | Юстина Ковальчик       | Айно-Кайса Сааринен | Кристин Штормер Штейра     |
| 3 Января 2010  | Оберхоф                  | Спринт               | Петра Майдич           | Юстина Ковальчик    | Айно-Кайса Сааринен        |
| 4 Января 2010  | Прага                    | Спринт               | Наталья Коростелёва    | Селин Брюн-Ли       | Алена Прохазкова           |
| 6 Января 2010  | Кортина-д’Ампеццо-Тоблах | 16 км Гандикап старт | Арианна Фоллис         | Петра Майдич        | Юстина Ковальчик           |
| 7 Января 2010  | Тоблах                   | 5 км                 | Юстина Ковальчик       | Айно-Кайса Сааринен | Петра Майдич               |
| 9 Января 2010  | Валь-ди-Фьемме           | 10 км Масс-старт     | Петра Майдич           | Елена Коломина      | Марианна Лонга             |
| 10 Января 2010 | Валь-ди-Фьемме           | Финальная гора, 9 км | Кристин Штормер Штейра | Рийта-Лийса Ропонен | Евгения Медведева-Арбузова |

## Результаты

### Мужчины
| Место | Лыжник         | Страна    | Время     |
| ----- | -------------- | --------- | --------- |
| 1     | Лукаш Бауэр    | Чехия     | 4:13:10,6 |
| 2     | Петтер Нортуг  | Норвегия  | +1:16,4   |
| 3     | Дарио Колонья  | Швейцария | +1:32,2   |
| 4     | Маркус Хельнер | Швеция    | +1:41,4   |
| 5     | Жан-Марк Гайяр | Франция   | +1:52,6   |

| Место | Лыжник         | Страна   | Очки |
| ----- | -------------- | -------- | ---- |
| 1     | Петтер Нортуг  | Норвегия | 136  |
| 2     | Симен Эстенсен | Норвегия | 99   |
| 3     | Маркус Хельнер | Швеция   | 82   |

### Женщины
| Место | Лыжница             | Страна    | Время     |
| ----- | ------------------- | --------- | --------- |
| 1     | Юстина Ковальчик    | Польша    | 2:37:54,5 |
| 2     | Петра Майдич        | Словения  | +19,2     |
| 3     | Арианна Фоллис      | Италия    | +1:12,2   |
| 4     | Айно-Кайса Сааринен | Финляндия | +1:34,7   |
| 5     | Кристин Штейра      | Норвегия  | +2:08,1   |

| Место | Лыжница             | Страна    | Очки |
| ----- | ------------------- | --------- | ---- |
| 1     | Петра Майдич        | Словения  | 160  |
| 2     | Айно-Кайса Сааринен | Финляндия | 96   |
| 2     | Арианна Фоллис      | Италия    | 96   |